# Mrozoodporność (botanika)
Mrozoodporność – zespół mechanizmów i procesów, dzięki którym rośliny mogą przeżyć epizodycznie lub długotrwałe okresy mrozu.
Rośliny wykształciły cztery rodzaje mechanizmów chroniących je przez niska temperaturą:
1. Zapobieganie zamarzaniu polegające na wykształceniu izolacji termicznej (np. korka, liści pokrywających wierzchołki wzrostu) lub korzystają z izolacji w postaci warstwy liści, ściółki, śniegu – geofity. Część roślin pozbywa się części wrażliwych na zamarzanie poprzez zrzucanie liści na zimę.
2. Zapobieganie zamarzaniu poprzez obniżenie temperatury krystalizacji. W efekcie nagromadzenia substancji obniżających temperaturę krystalizacji głównie w soku wakuoli, woda w temperaturach poniżej 0 °C nie krystalizuje, a tym samym kryształki lodu nie uszkadzają struktur komórkowych.
3. Odwodnienie wnętrza komórek prowadzące do zwiększenia stężenia soku komórkowego i opóźnienia procesu zamarzania. Woda może krystalizować w przestrzeniach międzytkankowych. W ten sposób zarodki w nasionach mogą przetrwać okresy mrozu.
4. Tolerancję zamarzania polegającą na ochronie komórki przed odwodnieniem, głównie dzięki zwiększeniu ilości związków osmotycznie czynnych, a także przez ochronę komórki przed kryształami lodu powstającymi w przestrzeniach międzykomórkowych, przez zwiększenie twardości i sztywności ścian komórkowych.